# العشة (بني حشيش)

تعديل مصدري - تعديل

العشة هي إحدى قرى عزلة سعوان بمديرية بني حشيش التابعة لمحافظة صنعاء، بلغ تعداد سكانها 2224 نسمة حسب تعداد اليمن لعام 2004.